# Як-24
Як-24 (за кодифікацією НАТО: Horse — «Кінь») — вертоліт розробки ДКБ Яковлева поздовжньої схеми.

## Історія
З метою ліквідації відставання від США в області вертольотобудування ДКБ Миля був запропонований проєкт створення одномоторного однороторного вертольота на 12 осіб. Одночасно ДКБ Яковлєва було доручено створення більшого, двомоторного двороторного вертольота. Постановою уряду від 5 жовтня 1951 року — про розробку вертольота на 24 місця поздовжньої схеми з двигунами АШ-82, передбачався на всі роботи один рік; у цей час в США почалася робота зі створення двох-тритонного вертольота Piasecki H-16 (англ. Piasecki H-16 Transporter). Була утворена конструкторська група в складі Миколи Кириловича Скржинського, Петра Дмитровича Самсонова, Георгія Івановича Огаркова, Сергія Арсенійовича Бемова, Леона Михайловича Шехтера, Ігоря Олександровича Ерліха. Через два з невеликим місяці макетна комісія під головуванням маршала авіації М. С. Скрипко розглянула і схвалила макет і ескізний проєкт машини. Конструктивно вся несна система (лопаті, головні редуктори) і силова установка була взята від вертольота Мі-4. Виконано вертоліт за двогвинтовою поздовжньою схемою, був оснащений двома поршневими двигунами АШ-82В потужністю 1268 кВт.
У січні 1952 року з метою налагодження виробництва дослідних вертольотів Як-24 на заводі № 272 в Ленінград був відряджений І. А. Ерліх. Виготовлені там дві машини були призначені для статичних і динамічних (ресурсних) випробувань; дві інші залізничним транспортом було доставлено в Москву для проведення льотних випробувань.
3 липня 1952 року С. Г. Бровцев вперше підняв машину в повітря. На двох вертольотах було виконано 142 польоти. Основною проблемою виявилася вібрація, для усунення якої за пропозицією керівника науково-дослідного відділу К. С. Кільдишевої на 50 сантиметрів були вкорочені лопаті; проблема частково усунулася і 15 листопада 1952 року прийнято рішення завершити заводський етап випробувань і, незважаючи на явну недоробленість машини, наприкінці 1952 року її передали на державні випробування.
Державні випробування неодноразово припинялися. Одна машина, ще при проведенні заводських випробувань на ресурс, згоріла; інша — з висоти восьми метрів впала на землю.
У квітні 1955 року було розпочато серійне виробництво і випущено 40 вертольотів з великим фюзеляжем, які вмішували екіпаж 3 людини і до 30 екіпірованих солдатів або 3000 кг вантажу.
Наприкінці 1955 року, 17 грудня, льотчики Є. Ф. Мілютічев і Г. А. Тиняков встановили на вертольоті два світові рекорди, піднявши вантаж вагою 4 т на висоту 2902 м, потім вантаж в 2 т на висоту 5082 м.
Чотири вертольоти Як-24 брали участь в парадах на Тушинському аеродромі в 1955 і 1956 роках. У 1959 році Як-24 брав участь у маневрах на території НДР і в районі Києва. Вертоліт успішно виконав перельоти за маршрутами Москва — Київ і Москва — Берлін.
За весь час впровадження та експлуатації на Як-24 не відбулося жодної катастрофи з людськими жертвами.

## Модифікації
| Назва моделі | Короткі характеристики, відмінності. |
| ------------ | --- |
| Як-24А       | Цивільний варіант, який міг використовуватися як літаючий кран, здатний піднімати на зовнішній підвісці вантаж вагою 5000 кг. 1960 рік                        |
| Як-24К       | Варіант VIP з салоном на 9-ть місць і з більш коротким фюзеляжем.                                                                                             |
| Як-24Р       | Цивільний, для 39 пасажирів з більш потужними 2013 кВт (2700 к.с.) газотурбінними двигунами — не дійшли до серійного виробництва.                             |
| Як-24УБ      | Випуск склав близько 50 машин. Покращений варіант міг перевозити до 40 солдатів або 3500 кг вантажу, в тому числі 2 ГАЗ-69 або протитанкові гармати. 1959 рік |

## Тактико-технічні характеристики
- Екіпаж — 3 особи.
- Кількість перевезених пасажирів — 30-40 в залежності від модифікації.
- Діаметр несних гвинтів — 20 м.
- Довжина фюзеляжу — 21,34 м.
- Максимальна злітна маса — 16 800 кг.
- Суха вага — 11 000 кг.
- Максимальна швидкість — 175 км/год.
- Динамічна стеля — 4 200 м.
- Дальність польоту — 266 км.

## У популярній культурі
- Вертоліт Як-24 з'являється в кінофільмі «Кар'єра Діми Горіна», де він евакуює під час виниклої аварійної ситуації машину з головним героєм.[джерело не вказане 3933 дні]